# Piverone
Piverone (piemontiul: Pivron) egy olasz község a Piemont régióban, Torino megyében, a Viverone-tó mellett. Testvérvárosa Dég.

## Látnivalók
- román stílusú harangtorony
- a Gesiùn: egy 11. századi templom romjai

## Fordítás
- Ez a szócikk részben vagy egészben  a   Piverone című olasz Wikipédia-szócikk fordításán alapul.  Az eredeti cikk szerkesztőit annak laptörténete sorolja fel. Ez a jelzés csupán a megfogalmazás eredetét és a szerzői jogokat jelzi, nem szolgál a cikkben szereplő információk forrásmegjelöléseként.